# زمت أحمر المنقار
الزُّمَّتُ أحمر المنقار (الاسم العلمي: Pyrrhocorax pyrrhocorax) هو نوع من الغرابيات التي تتبع جنس الزُّمَّت. يُفرخ على الجبال والأجراف الساحليَّة من السواحل الغربيَّة لإرلندا وبريطانيا شرقًا عبر جنوب أوروبا وشمال إفريقيا إلى آسيا الوسطى والهند والصين.
لهذا الطائر كِسوة سوداء لامعة، ومنقار أحمر طويل منحنٍ للأسفل، وساقان حمراوان، ونداء عالٍ رنان. لديه طيران بهلواني والقوادم مُتفرقة بوضوح. تُشكل الزمتان حمراء المنقار أزواجًا مدى الحياة وتميل للتفريخ في نفس الموقع كل عام، والذي عادة ما يكون كهفًا أو شقًا في وجه الجرف. يَبني العش من العصي ويبطنه بالصوف وتوضع فيه ثلاث بيضات. يتغذى غالبًا في أسراب على المراعي، ويقتات أساسًا على اللافقاريات.
مع أنه عرضة للافتراس والتطفل، إلا أن التهديد الرئيس لهذا النوع هو التغيرات في الممارسات الزراعية، مما أدى إلى انخفاض عدد الجمهرات وانقراضه محليًا في بعض المناطق، وتجزئة نطاقه في أوروبا؛ ومع ذلك، فهو غير مهدد بالانقراض عالميًا.

## الأسماء
ومن أسماء هذا الطائر الزُّمَّت الأوربي والغراب الأعصم الأوربي أو أَبُو قَلَمُونَ أو الغُراب الأعصم أو الزاغ محمر المنقار أو الغُرَاباني أحمر المنقار.

## التصنيف
وَصف الزُّمَّتَ أحمرَ المنقار عِلميًا أول مرة كارولوس لينيوس في طبعته العاشرة من كتابه نظام الطبيعة سنة 1758 باسم Upupa pyrrhocorax حيث وضعه في نفس جنس الهُدهُد. نَقله إلى جنسه الحالي Pyrrhocorax، مارمادوك تونستول في كتابه علم الطيور البريطاني (باللاتينية:Ornithologia Britannica) عام 1771. اسم الجنس مشتق من اليونانية والجزء الأول منه πυρρός (pyrrhos) يعني «لهبيّ اللون» والثاني κόραξ (korax) يعني «الغراب».  العضو الآخر الوحيد في هذا الجنس هو زُّمَّت الصرود. أكثر الطيور قرابة للزُمتان هي الغربان النمطية، وخاصة الزيغان الزرعية.

### النُويعات

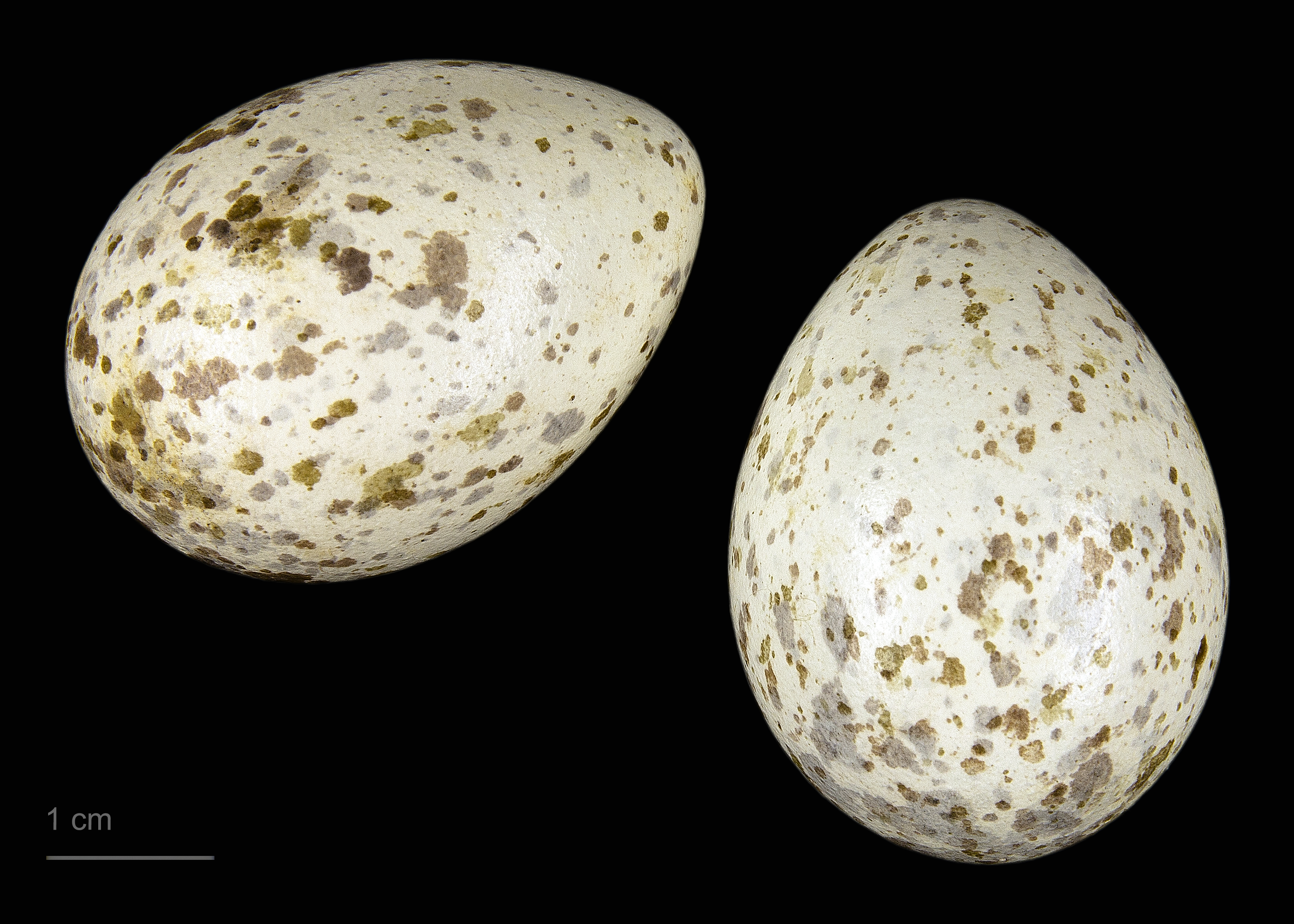
بيض النُوَيعة حمراء المنقار (P. p. erythroramphus)

للطائر ثمان نُوَيعات، ذات اختلافات طفيفة.
- نُوَيعة الغراب اللاهب (P. p. pyrrhocorax): هي النُوَيعة النمطية وأصغر النُويعات، مُتوطنة في الجزر البريطانية حيث تقتصر على إرلندا وجزيرة مان وأقصى غرب ويلز وإسكتلندا،[16] وأعادت استيطان كورنوال في عام 2001 بعد غياب 50 سنة. [17]
- النُوَيعة حمراء المنقار (P. p. erythroramphos): تنتشر في شبه الجزيرة الأيبيرية إلى سويسرا وشمال إيطاليا إضافةً لبعض الجزر المتوسطية. إنها أكبر ولها لمعان أكثر إخضرارًا من النُوَيعة النَمَطِيَّة.[16]
- النُوَيعة البربرية (P. p. barbarus): تستوطن المغرب والجزائر في شمال غرب إفريقيا ولا بالما في جزر الكناري. بالمقارنة مع النُوَيعة حمراء المنقار فهي أكبر حجمًا، ولها ذيل وأجنحة أطول، وريشها ذو لمعان أكثر خُضرة. لهذه النُوَيعة أطول منقار إطلاقًا ونسبيًا.[18]
- نُوَيعة بايلي (P. p. baileyi): هي نُوَيعة ذات كِيوة باهتة وهي مُتوطنة في إثيوبيا، حيث توجد في منطقتين منفصلتين. من الممكن أن تُمثل هذه الجمهرتان نُويعتين مختلفتين.[16]
- النُوَيعة المُنقادة (P. p. docilis): تنتشر من جزيرة كريت وجنوب شرق أوروبا إلى شمال شبه الجزيرة العربية وشمال العراق وإيران وأفغانستان. أكبر من النُوَيعات الموجودة بإفريقيا، لكن منقارها أصغر وكِسوتها ذات لمعان أكثر إخضرارًا.[16]

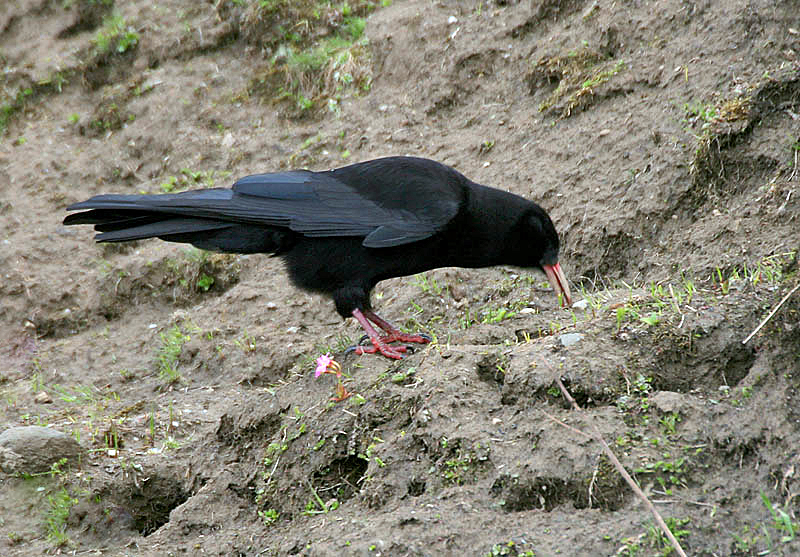
يافع من نُويعة الهملايا على ارتفاع 3800 متر في تيلا لوتاني في الهند.

- نُوَيعة الهملايا (P. p. himalayanus): تنتشر من جبال الهملايا إلى شمال الهند وغرب الصين، لكن يتداخل نطاقها الغربي مع النُويعة المُنقادة. أكبر النُويعات، طويلة الذيل، والريش ذو لمعان أزرق أو أزرق أرجواني. [16]
- النُوَيعة الوُسطى (P. p. centralis): تنتشر في آسيا الوسطى (جبال تيان شان وبامير وألتاي). أصغر حجمًا واللمعان الأزرق أقل من نُوَيعة الهملايا[16] ولكن شُكك في إمكانية تمييزه عن النُوَيعة التالية.[18]
- النُوَيعة قصيرة القدم (P. p. brachypus): تنتشر في وسط وشمال الصين ومنغوليا وجنوب سيبيريا. شبيهة بالنُوَيعة الوُسطى لكن منقارها أضعف.[16]

## الوصف

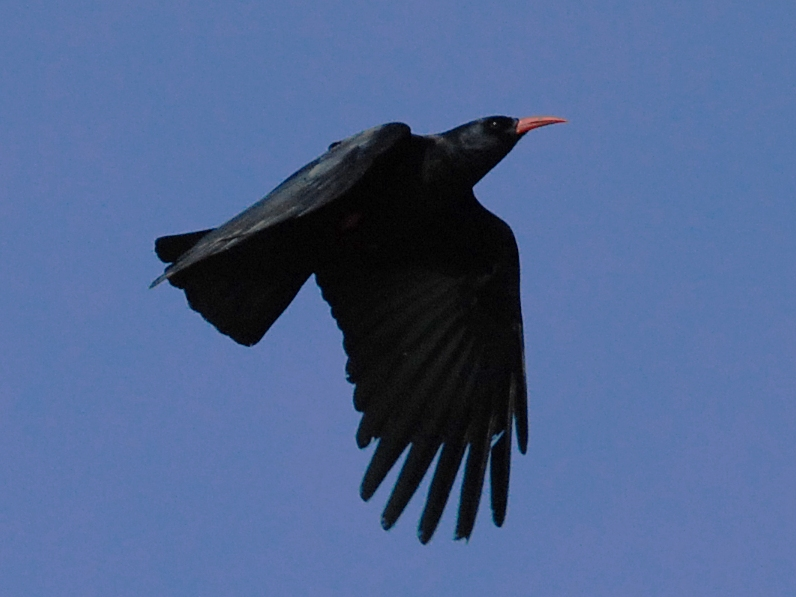
النُوَيعة النمطية (P. p. pyrrhocorax) في كورنوال، المملكة المتحدة.

يُراوح طول البالغ من الزُّمَّتُ أحمر المنقار بين 38 و41 سم، ويبلغ باع جناحيه بين 73 و90 سم، ويُراوح وزنه بين 207 و375 غم. الجناحان عريضان والقوادم مُتفرقة تبدو وكأنها أصابع والذيل ذو نهاية مربعة الشكل وعند الجثوم يصل طرفا جناحيه لنهاية الذيل أو يتجاوزها. الكِسوة سوداء مُخملية، ذات لمعان أخضر أو أزرق، وله منقار نحيل أحمر طويل منحني للأسفل والساقان حمراوتان. الجنسان متشابهان (مع أنه يمكن تحديد جنس البالغين باستخدام صيغة تتضمن طول الرسغ وعرض المنقار)  لكن الطيور اليافعة لديها منقار برتقالي وساقان ورديتان إلى حدود خريفها الأول، وكِسوتها أقل لمعانًا.
من غير المرجح أن يُخلط بين الزُّمَّتُ أحمر المنقار وأي نوع آخر من الطيور. مع أن الزاغ الزرعي وزُمَّتُ الصرود يتشاركان نطاقه، إلا أن زاغ الزرع أصغر حجمًا وله كِسوة رمادية غير لامعة، بينما يمتلك زُمَّتُ الصرود منقارًا أصفرًا قصيرًا. حتى أثناء الطيران، يمكن تمييز الزُّمَّتُ أحمر المنقار من زُمَّتُ الصرود عبر امتلاك هذا الأخير أجنحةً الأقل استطالة، وذيلًا أطول أكثر استدارة في نهايته.
إن نداء الزُّمَّتُ أحمر المنقار أكثر وضوحًا وأعلى صوتًا من الأصوات المُماثلة للزاغ الزرعي، ودائمًا ما يكون مختلفًا تمامًا عن نظيره أصفر المنقار، والذي يُصدر نداءاتٍ متموجة ونداءات مُصفرة. تتمتع النُويعات الصغيرة من الزُّمَّتُ أحمر المنقار بنداءات أعلى تردديًا من النُويعات الأكبر حجمًا، تمامًا كما تنبأت العلاقة العكسية بين حجم الجسم والتردد. 

## السلوك

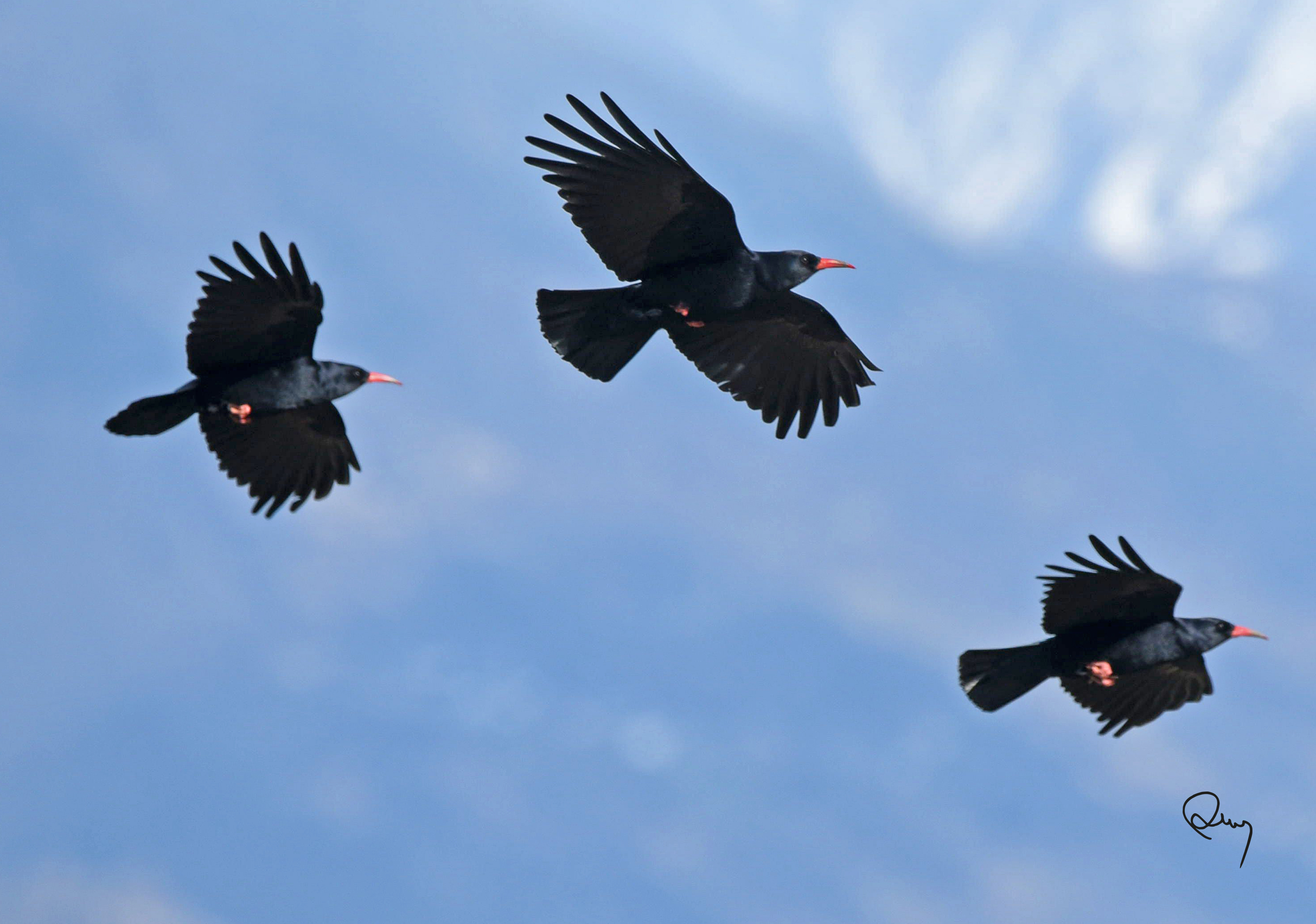

يتغذى الزُّمت أحمر المنقار في المروج البحرية والمراعي الموجودة أعلى المنحدرات. يمكن له عندما يكون على الأرض المشي أو القفز أو الجري بسرعة لمسافة قصيرة. هو طائر تجمعي، يُشكل أسرابًا بغرض التغذي في المناطق العشبية، وغالبًا ما تُرى الزُّمتان في أزواج أو في أسراب صغيرة، ولكن في أسراب كبيرة من مئات الطيور أيضًا. لكل مجموعة تسلسل هرمي، ويمكن للطيور أن تعيش وتتغذى معًا دون أي مشكلة. تحتاج الطيور اليافعة إلى سنتين أو ثلاث ضمن المجموعة لتحسين وضعهم الخاص، تتخللها بعض المُناوشات العدوانية ولكن نادرًا ما تكون ذات أهمية.
الزُّمت أحمر المنقار طيار ماهر يطير في أسراب على طول الأجراف والمُرتفعات إذ أن طيرانه مُميز ورشيق للغاية وهو يُحب اللعب في التيارات الحرارية، وأداء الغطسات الدوارة والانقضاضات البهلوانية. فهو يحلق دون جهد، ويرتفع مع الريح، متجاوزًا الرياح المعاكسة ليتوقف قبل أن يغوص بضربات جناح قوية للحصول على سرعة جيدة. ثم ينزلق بسهولة، ويحرك ذيله العريض، ثم يعود مع الريح ويرتفع مرة أخرى بسرعة، ويقوم بانعطاف قريب بينما يتقدم للأمام منجرفًا قليلاً على الجانب. وهو الطائر الوحيد في العالم القادر على تنفيذ هذا العرض الجويّ.

### التفريخ
يبدأ الزُّمَّت أحمر المنقار التفريخ عندما يبلغ الثالثة من عمره، وعادةً ما يقوم بتربية حضنة واحدة فقط سنويًا، مع أن العمر عند أول تفريخ يكون أكبر من ذلك في الجمهرات الكبيرة. تُظهر الأزواج ترابطًا قويًا وتُعشش بنفس المنطقة سنويًا بمجرد ارتباط الزوجين. يُصنع العُش الضخم من الجذور وسيقان نبات الخلنج أو الفراء أو غيرها من النباتات، ويُبطن بالصوف أو الشعر؛ في آسيا الوسطى، يمكن أخذ الشعر من طهر الهملايا الحي. يُبنى العش في كهف أو شق مماثل في المُنحدرات أو أوجه الجروف. وفي الحجر الرملي الناعم، تحفر الطيور بنفسها جحورًا يصل عمقها إلى متر تقريبًا. المباني القديمة قد تُستخدم بغرض التعشيش، كما توفر الأديرة العاملة في التبت مواقعًا مُناسبة، وعَرَضيًا المباني الحديثة في المدن المنغولية، بما في ذلك في أولان باتور. سوف تستخدم الزُّمتان حمراء المنقار مواقعًا صناعية أخرى، مثل المقالع وأعمدة المناجم للتعشيش حيثما توفرت.
تضع أنثى الزُّمَّت ثلاث إلى خمس بيضات بحجم 3.9 على 2.8 سم ووزن 15.7 غم منها 6% قشرة. البيض أرقط لكن ليس دائمًا بكثافة، بتشكيلات مختلفة من اللون البني والرمادي على قشرة قِشدية أو ملونة قليلاً.

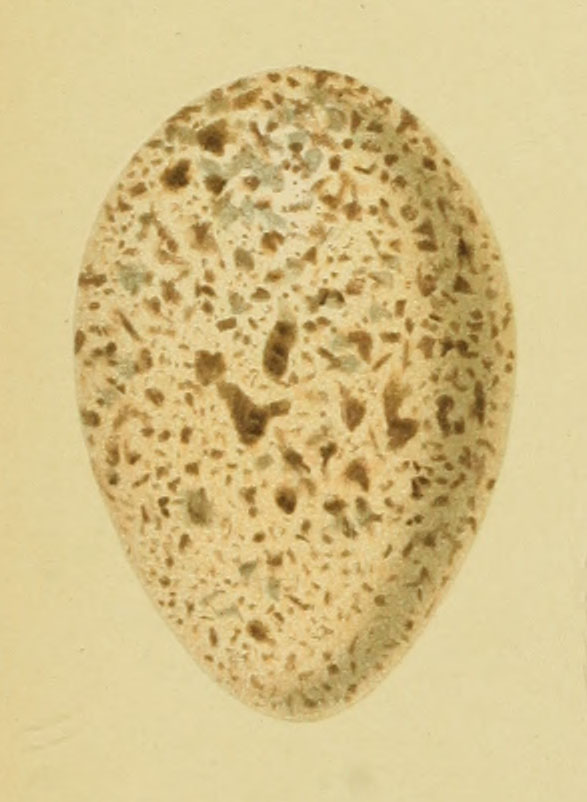
بيضة

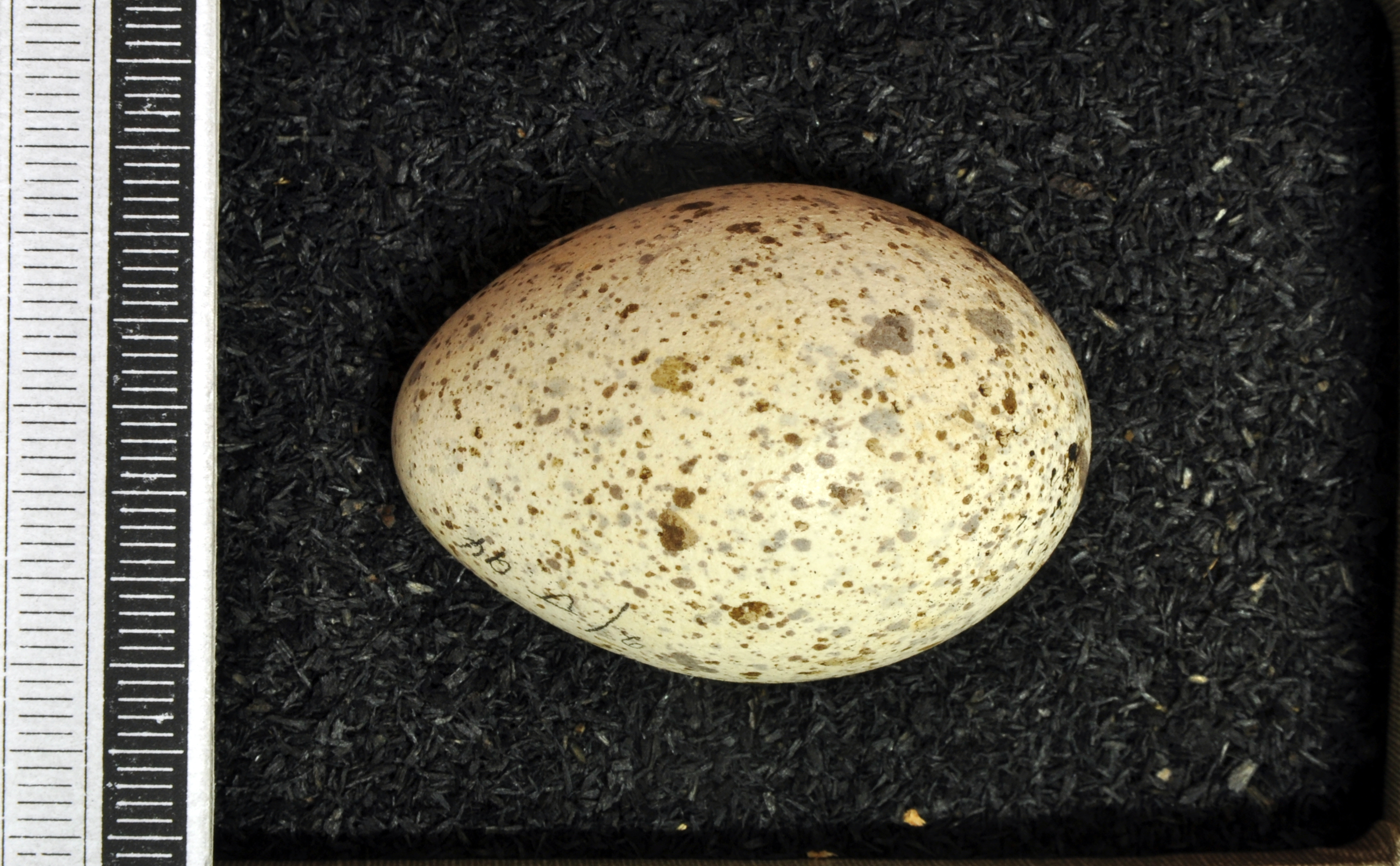
بيض من مجموعة متحف فيسبادن.

حجم البيضة مستقل عن حجم الحضنة وموقع العش، ولكنه قد يختلف بين أنثى وأخرى. تحضن الأنثى بيضها لمدة 17 أو 18 يومًا قبل فقس الفِراخ المُحتاجة للعناية، ويُطعمها الذكر في العش. تحضن الأنثى الفراخ حديثة الفقس لمدة عشرة أيام تقريبًا، ثم يتقاسم كلا الوالدين واجبات التغذية ونظافة العش. تتريش الفراخ بعد 31-41 يومًا من الفقس.
تملك الطيور اليافعة نسبة 43% البقاء على قيد الحياة في عامها الأول، ويبلغ معدل البقاء السنوي للبالغين حوالي 80%. عادةً ما يبلغ عمر الزُّمتان ما يقرب سبع سنوات، على الرغم من تسجيل عمر 17 عامًا. ترتبط درجة الحرارة وهطول الأمطار في الأشهر السابقة للتفريخ بعدد الفراخ كل عام ومُعدل بقائها على قيد الحياة. من المرجح أن الفراخ التي تنمو في ظروف جيدة تبقى على قيد الحياة حتى سن التكاثر، وتتمتع بحياة تفريخية أطول من تلك التي تنمو في ظروف سيئة.

### الغذاء

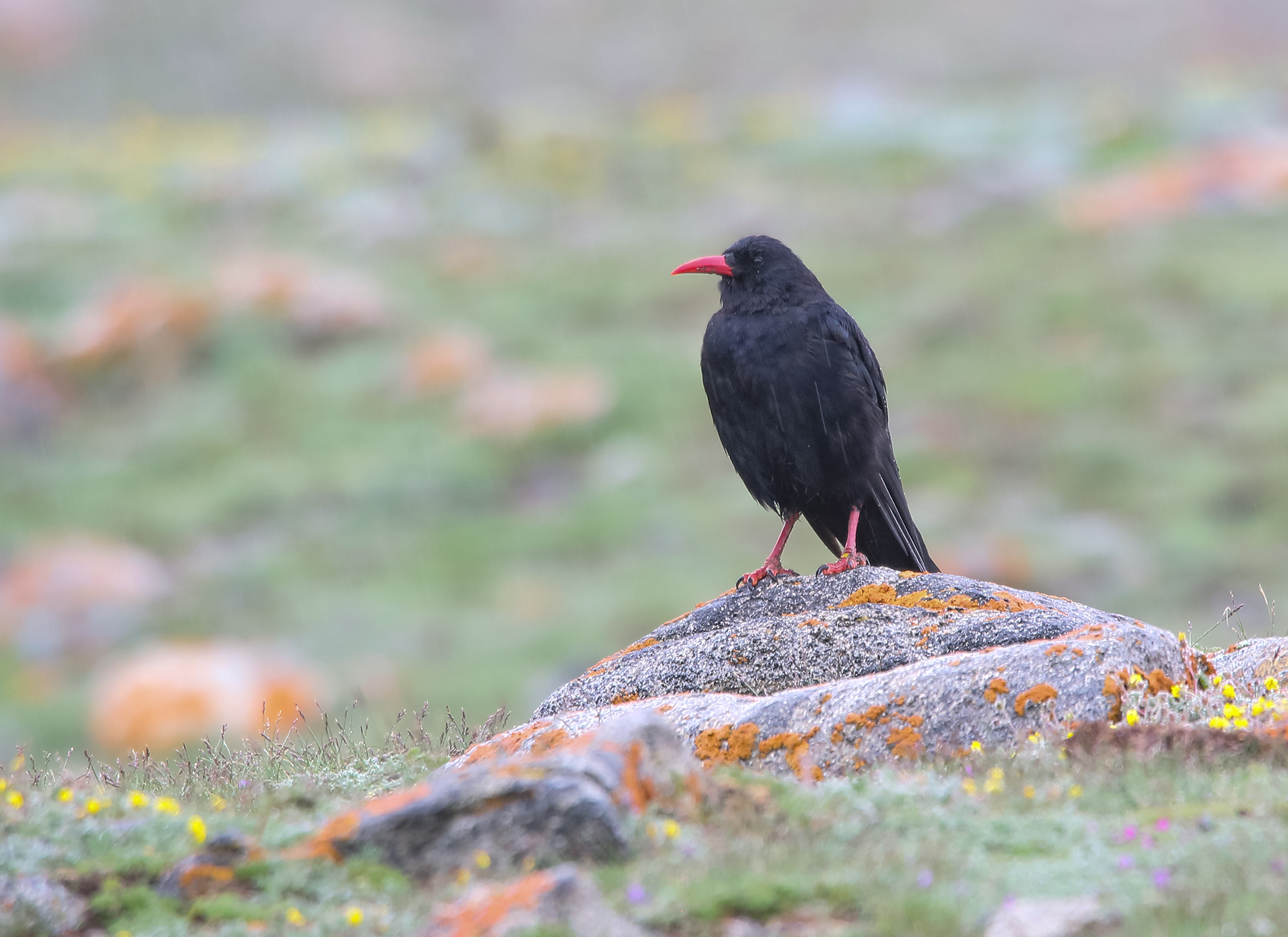

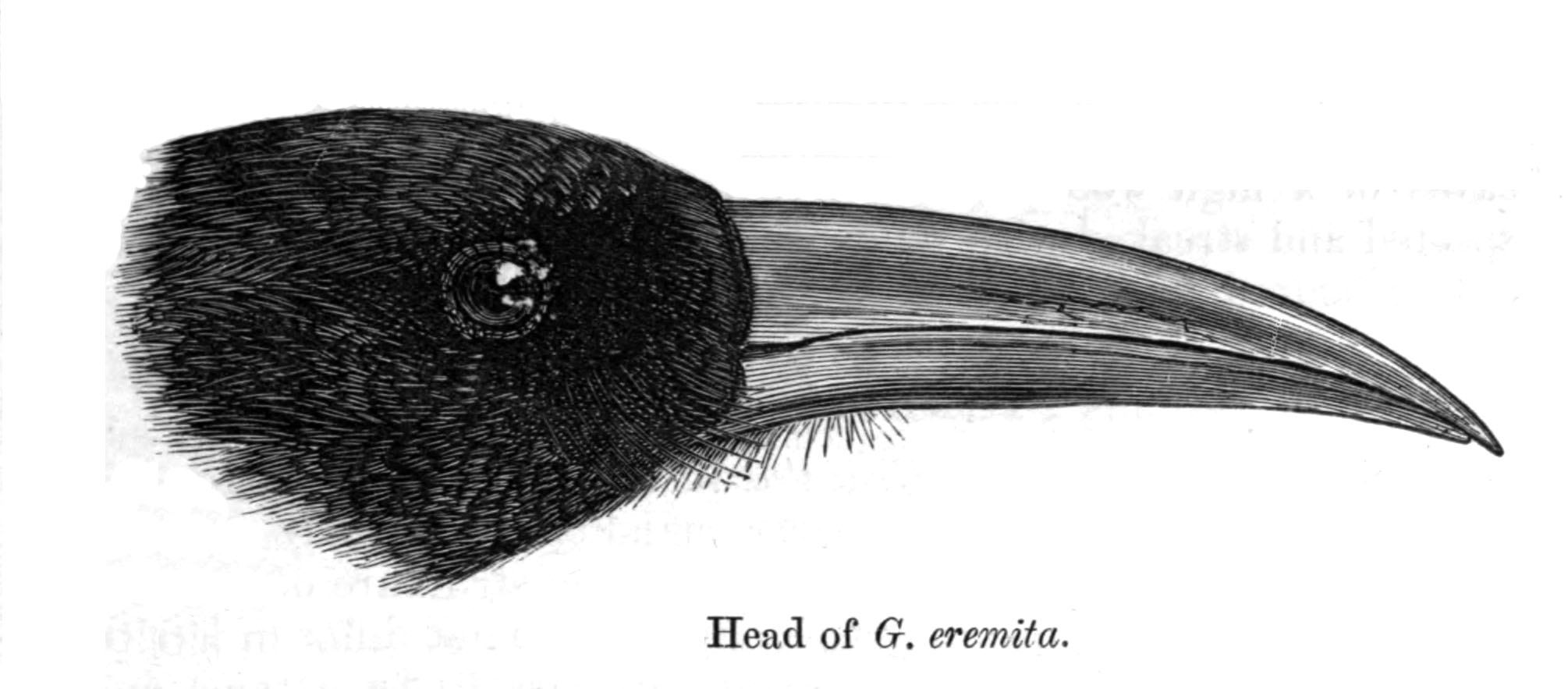
يُستخدم المنقار المنحني الطويل للحفر بحثًا عن اللافقاريات.

تتكون الحِمية الغذائية للزُّمت أحمر المنقار أساسًا من الحشرات والعناكب واللافقاريات الأخرى المُلتقطة من الأرض، ومن المحتمل أن يكون النمل هو الغذاء الأكثر أهمية. النُوَيعة الوُسطى قاطنة آسيا الوسطى قد تجثم على ظهور الثدييات البرية أو المستأنسة لتتغذى على الطفيليات. مع أن اللافقاريات تُشكل معظم النظام الغذائي للزُمتان، إلا أنها تأكل المواد النباتية بما في ذلك الحبوب المتساقطة، وفي جبال الهملايا أُبلغ عن أنها تُدمر محاصيل الشعير عن طريق قطع الرؤوس الناضجة لاستخراج الحبوب. وفي جبال الهملايا تشكل أسرابًا كبيرة في الشتاء.
موائل التغذية المُفضلة هي المراعي ذات العشب القصير الذي ينتج عن رعي الأغنام والأرانب لها، والتي ترتبط أعدادها بنجاح تفريخ الزمت. يمكن أيضًا أن تنشأ مناطق تغذية مناسبة حيث يُعاق نمو النباتات بسبب التعرض لرذاذ الملح الساحلي أو التربة الفقيرة. يستخدم الزُّمت منقاره المنحني الطويل لالتقاط النمل وخنافس الروث والذباب في السطح، أو للحفر بحثًا عن اليرقات واللافقاريات الأخرى. يعكس عمق الحفر النموذجي الذي يبلغ 2-3 سم التربة الرقيقة التي تتغذى عليها، والأعماق التي تعيش فيها العديد من اللافقاريات، لكنه قد يحفر إلى 10-20 سم في الظروف المناسبة.
في المناطق التي يوجد بها نوعان من الزُّمتان معًا، يكون التنافس على الغذاء محدودًا. أظهرت دراسة إيطالية أن الجزء النباتي من الحمية الغذائية الشتوية للزُّمتان حمراء المنقار كان كله تقريبًا من بُصيلات الزخرط، بينما تغذت زُّمتان الصرود على التوت والدليك. في يونيو، تتغذى الزمتان حمراء المنقار على يرقات حرشفيات الأجنحة، بينما تتغذى زمتان الصرود على شرانق الطيثارينات. في وقت لاحق من الصيف، استهلكت زمتان الصرود الجنادب أساسًا، في حين أضافت قريبتها حمراء المنقار شرانق الطيثارينات ويرقات الذباب والخنافس إلى حميتها الغذائية. كلا النوعين يُخفيان الطعام في الصدوع والشروخ، ويخفيان المخبأ ببعض الحصى.

## التهديدات الطبيعية
تشمل مُفترسات الزُّمت أحمر المنقار الشاهين والعُقاب الذهبية والبوهة الأوراسية، بينما يستهدف الغراب المألوف الفراخ. تُفضل هذه الزُّمتان في شمال إسبانيا التعشيش بالقرب من مستعمرات العُوَيسق. هذا الصقر الصغير آكل الحشرات أفضل في اكتشاف المُفترسات وأكثر شراسة في الدفاع مُقارنة بجيرانه الغُرابيِين. وُجد أن نسبة نجاح تفريخ الزمت قرب مستعمرات العُويسق أعلى بكثير من نجاح الطيور في أماكن أخرى، مع نسبة أقل من فشل التعشيش (16% بالقرب من العُوَيسق، و65% في أماكن أخرى).
يتطفل الوقواق المرقط الكبير عَرَضيًا على أعشاش الزمت وهو من متطفلات الأعشاش مع أنه يستهدف أساسًا أعشاش العقعق الأوراسي.يمكن أن يُصاب الزمت أحمر المنقار بطفيليات الدم مثل المتصورة، لكن دراسة أجريت في إسبانيا أظهرت أن معدل الانتشار كان أقل من واحد في المائة، ومن غير المرجح أن يؤثر على تاريخ حياة هذا النوع والحفاظ عليه. تتناقض هذه المستويات المنخفضة من التطفل مع معدل انتشار أعلى بكثير في بعض الجواثم الأخرى؛ على سبيل المثال، أظهرت دراسة عن السمنان في روسيا أن جميع سمنان الحقول والسمنان حمراء الجناح والسمنان المُطربة تحمل طفيليات دموية، وخاصة مستوطنة البيض والمثقبية.
يمكن للزمتان حمراء المنقار أن تحمل أيضًا السوس، لكن دراسة أجريت على سوس الريش (Gabucinia delibata)، التي اكتسبتها الطيور اليافعة بعد بضعة أشهر من تَرَّيُشها عندما انضمت إلى المجاثم الجماعية، أشارت إلى أن هذا الطفيلي أدى في الحقيقة إلى تحسين حالة جسم مضيفه. من الممكن أن سوس الريش يُعزز تنظيف الريش ويمنع مسببات الأمراض، وقد يُكمل سلوكات أخرى للعناية بالريش مثل حمامات الشمس والتنميل ( حمض الفورميك من الحشرات يردع الطفيليات).

## حالة الحفظ
يمتلك الزُّمَّت أحمر المنقار نطاقًا واسعًا يُقدر بعشرة مليون كيلومتر مربع، وجمهرة ذات عدد كبير، منها ما يُراوح بين 86.000 و210.000 فردًا في أوروبا. لا يُعتقد أن هذا النوع يقترب على مدى نطاقه الكُلي من خطر انخفاض عدد الجمهرة العالمية في القائمة الحمراء للاتحاد الدولي لحفظ الطبيعة (أي انخفاض أكثر من 30٪ في عشر سنوات أو ثلاثة أجيال)، ولذلك يُصنف أنه نوع غير مُهدد.
ومع ذلك، فقد انخفضت أعداده في نطاقه الأوروبي وتجزأ بسبب اندثار الزراعة الرعوية التقليدية، والاضطهاد وربما الازعاج في مواقع التفريخ، مع أن الأعداد في فرنسا وبريطانيا العظمى وإرلندا ربما تكون قد استقرت الآن. يُراوح عدد الأزواج في أوروبا بين 12265 و17370، ولكن في إسبانيا فقط لا يزال هذا النوع منتشرًا على نطاق واسع. نظرًا لأن نطاق التفريخ في بقية أنحاء القارة مجزأ ومعزول، فقد صُنف الزمت أحمر المنقار على أنه نوع مُهدد بخطر الانقراض الأدنى في أوروبا.
وسعت الزمتان مؤخرًا نطاق انتشارها في إسبانيا من خلال استغلال المباني القديمة، و1,175 زوجًا في منطقة الدراسة التي يصل اتساعها إلى 9,716 كلم مربع. عادة ما تحيط مناطق التفريخ الجديدة هذه بالمناطق الجبلية الأصلية. ومع ذلك، فإن الجمهرات التي أساسًا على المباني مهددة بالازعاج البشري والاضطهاد وفقدان المباني القديمة. عُثر على حفريات لنوعي الزمت في جبال جزر الكناري. قد يكون الانقراض المحلي لزمتان الصرود وانحسار نطاق الزمتان حمراء المنقار في الجزر بسبب تغير المناخ أو النشاط البشري.
وصلت مجموعة صغيرة من الزمتان حمراء المنقار البرية طبيعيًا إلى كورنوال في عام 2001، وعششت في العام التالي. كان هذا أول توثيق لتفريخ إنجليزي منذ عام 1947، وتُفرخ الجمهرة التي تتزايد ببطء في كل عام لاحق.
أما في جيرسي فبدأت مؤسسة دوريل للحفاظ على الحياة البرية، بالشراكة مع ولايات جيرسي والصندوق الوطني لجيرسي ، مشروعًا في عام 2010، يهدف إلى استعادة مناطق مختارة من ساحل جيرسي بهدف إعادة توطين تلك الزمتان حمراء المنقار التي انقرضت محليًا. أُختير الزمت أحمر المنقار نوعًا رئيسيًا لهذا المشروع، حيث كان غائبًا عن جيرسي منذ عام 1900 تقريبًا. تلقى دوريل في البداية زوجين من الزمتان من حديقة باراديس في كورنوال وبدأ برنامج اكثار في الأسر. في عام 2013، أطلق سراح الطيور اليافعة على الساحل الشمالي لجيرسي باستخدام أساليب الإطلاق الميسر التي طُورت في داريل. على مدى السنوات الخمس التالية، أطلق سراح مجموعات صغيرة من الزمتان المرباة في الأسر ومراقبتها وتقديم أغذية تكميلية لها.